# Buda, Călărași
Buda este satul de reședință al comunei cu același nume  din raionul Călărași, Republica Moldova. Este situat la o distanță de 15 km de orașul Călărași și la 78 km de Chișinău.